# ドラゴン卿
ドラゴン卿 （ドラゴンきょう、Dragon Highlord）は、テーブルトークRPG『アドバンスト・ダンジョンズ&ドラゴンズ』の小説『ドラゴンランス』シリーズに登場する敵役。「暗黒の女王」タキシスの軍隊であるドラゴン軍の軍司令官の称号。

## 概要
暗黒の女王タキシスよりドラゴンを乗騎として賜り、邪悪な人間や人間型種族やドラコニアン（爬虫人）をはじめとする軍団を指揮する権限を与えられたドラゴン軍の上級司令官がドラゴン卿である。ドラゴンはドラゴン卿に服従しているわけではなく、世界の支配という共通の目的のために対等な立場である。ヴェルミナァルドに与えられたエンバーのように監視役の任を与えられている者もいる。ドラゴンは強大な力を持ち、きわめて賢く、高慢で残酷で利己的な生き物であり、ドラゴン卿も力に優れ残酷で利己的な性格の者が多い。ドラゴン卿の出身種族は人間とドラコニアンが大部分で、稀にダークエルフやホブゴブリンがなることもある。
総数は不明であるが、『天空の金竜』においてネラーカにドラゴン軍が結集した際には数多くのドラゴン卿が存在することが語られた。この多くは暗黒の女王が奈落に追い返された後の混乱の中落命している。また定員が存在するらしく、外伝に登場したクリノスのようにドラゴン卿にふさわしい実力を持ちながら空席待ちになっている将軍も存在する。

## 主なドラゴン卿
アリアカス (Ariakas)
「皇帝」を自称するドラゴン軍の最高指揮官。当初のゲーム用の設定ではクレリック/ファイターだったが、僧侶のドラゴン卿はヴェルミナァルドがすでに登場しているため、小説では黒魔術師とされた。D&D第3版用のデータでは黒魔術師として設定し直されている。ネラーカでキティアラ軍に紛れ込んでいたタニスに殺害される。
キティアラ・ウス＝マタール (Kitiara uth Matar)
青竜軍司令官。ブルー・ドラゴンのスカイアを盟友とする人間の女戦士。〈暗黒の女卿〉（レディ）と呼ばれ、ドラゴン卿の序列では第2位。死の騎士ソスを従える。与えられているドラゴンはスカイア。
タカールのルシエン (Lucien of Takar)
黒竜軍司令官。ハーフ・オーガ（人間とオーガの混血）の偉丈夫。ドラゴン卿の序列では第3位。『ドラゴンランス戦記』第六巻で名前が初出。
ヴェルミナァルド (Verminaard)
赤竜軍司令官。パックス・タルカス城砦を居城とした人間の僧侶。ソレースを襲撃したのは彼の配下の軍勢である。捕虜を取ることを認めない残忍な性格。ゲームブック『パックス砦の囚人』ではバーミナードとの表記もある。魔法戦士であり、敵を盲目にする魔法のメイスの魔力を活かして戦う。与えられているドラゴンはエンバー（パイロス）。
サラ・カーン (Salah-Khan)
緑竜軍司令官。人間で砂漠の遊牧民出身。かなり短気。
フェアル・サス (Feal-Thas)
白竜軍司令官。氷壁城を拠点とする闇エルフの黒魔術師。＜ウィンターノルン＞という特殊能力を持ち、他人の暗き思考を読み取ることができる。白狼のみに心を許す。
フューマスター・トード (Toede, Fewmaster Toede)
落命したヴェルミナァルドの後任として新たに昇格したホブゴブリン。元々はヴェルミナァルドの配下で長官を務めていた。知能は優秀だが、入浴の習慣だけはついに身につけられなかった。戦術・戦略とも前任者にはるかに及ばず、ヴェルミナァルドの配下にあったレッド・ドラゴンからはあからさまに軽蔑され、そういった事情からか与えられているドラゴンは純正のドラゴンではなく、ドラゴンもどきとも言うべき両棲ドラゴン。フェアル・サスの死亡により白竜軍のドラゴン卿に就いた。ケンダーの指導者クローニン・シスルノットの知略にかかって殺される。

## 関連作品
- 『ドラゴンランス秘史　青きドラゴン女卿の竜』ISBN 9784048682305